# Gymnosphaera schlechteri
Gymnosphaera schlechteri là một loài thực vật có mạch trong họ Cyatheaceae. Loài này được (Brause) Copel. mô tả khoa học đầu tiên năm 1947.